# Purpuricenus schaiblei
Purpuricenus schaiblei là một loài bọ cánh cứng trong họ Cerambycidae.